# John Dugdale Astley
John Dugdale Astley (19 febbraio 1828 – Londra, 10 ottobre 1894) è stato un politico, militare e dirigente sportivo britannico.

## Biografia
Figlio di Sir Francis Dugdale Astley (discendente di Jacob Astley, I barone Astley di Reading), e di Emma Dorothea Lethbridge, John Dugdale Astley fece parte del reggimento fucilieri delle Guardie Scozzesi dal 1848 al 1859, prestando servizio nella guerra di Crimea e terminando la sua carriera militare con il grado di tenente colonnello.
Il 22 maggio 1858 Eleanor Blanche Mary Corbett, ereditiera dell'Elsham Hall di Elsham, nel North Lincolnshire e figlia di Thomas George Corbett e di Lady Mary Noel Beauclerk. A partire dai primi anni 1860 si dedicò a vari sport, tra cui il pugilato e la corsa; divenne una figura popolare nell'ippica, venendo soprannominato "the Mate" e vincendo e perdendo somme di denaro. Due illustri fantini che cavalcavano regolarmente per lui erano George Fordham e Charlie Wood.
Nel 1873 ottenne per eredità la carica di baronetto; dal 1874 al 1880 fu membro del Partito Conservatore nel Parlamento del Regno Unito per il North Lincolnshire, come suo suocero prima di lui. Poco prima della sua morte, nell'ottobre 1894, pubblicò delle memorie intitolate Fifty Years of my Life.